# Cancer (Twenty One Pilots)
Cancer è un singolo del duo musicale statunitense Twenty One Pilots, pubblicato il 14 settembre 2016.

## Descrizione
Reinterpretazione dell'omonimo brano del gruppo musicale statunitense My Chemical Romance presente nel loro terzo album The Black Parade, è stato realizzato in occasione del CD di cover Rock Sounds Presents: The Black Parade, dedicato dalla rivista Rock Sound al decimo anniversario di uscita di The Black Parade e in vendita con il numero 218 dell'ottobre 2016.
Per il brano è stato pubblicato, il 13 settembre 2016, un lyric video animato da Tantrum Content.

## Tracce
Testi dei My Chemical Romance, musiche di Tyler Joseph.
1. Cancer – 3:56

## Formazione
- Tyler Joseph – voce, pianoforte, tastiera, programmazione
- Josh Dun – batteria elettronica, percussioni

## Classifiche
| Classifica (2016) | Posizione massima |
| ----------------- | ----------------- |
| Australia         | 53                |
| Canada            | 75                |
| Regno Unito       | 93                |
| Repubblica Ceca   | 99                |